# Jan Goedkoop (1781-1855)
Jan Goedkoop (Zwartsluis, 11 november 1781 – Amsterdam, 1 maart 1855) was een Nederlands ondernemer en oprichter van de Reederij Goedkoop, het latere sleepbootconcern.

## Biografie
Goedkoop was afkomstig uit een familie van turfschippers, die in het oosten van Nederland turf lieten steken en dat met eigen schepen naar het westen verkochten. In 1797 vestigde Goedkoop zich in Amsterdam, waar hij ingeschreven stond als schipper. In de Franse tijd verdiende hij met vervoer tussen Amsterdam en Gent ruim 20.000 gulden, vergelijkbaar met een koopkracht anno 2013 van ongeveer 150.000 euro, een aanzienlijk bedrag voor die tijd. In 1807 registreerde hij de Firma Goedkoop.

### Dienstverlener
Vanaf 1814 voer hij een dienst op Texel en tussen Nieuwediep (Den Helder) en Pampus, eerst met het kaagschip De Twee Gebroeders en vanaf 1819 met de nieuw gebouwde De Jonge Daniel. In 1826 startte Goedkoop een lichterdienst van Amsterdam naar Nieuwediep over het Noordhollandsch Kanaal. Daartoe bracht hij drie nieuwe schepen in de vaart, die voortgetrokken werden door de jaagdienst. Twee jaar later werd hem door de gemeentes Den Helder en Amsterdam vergunning verleend om deze dienst als beurtvaart uit te voeren. Daaraan waren diverse voordelen verbonden, zodat Goedkoop een belangrijk vervoerder werd op dit traject.
Zeeschepen hadden in deze tijd geen ongehinderde toegang tot de haven van Amsterdam. Vanwege de diepgang moest een deel van de lading op binnenvaarders worden overgeladen. Dat gebeurde in Den Helder of op Pampus. Hieraan waren extra kosten verbonden en er was tijdverlies mee gemoeid. Daarnaast was er vaak sprake van verlies van lading door diefstal of beschadiging. Goedkoop bracht op die gebieden aanzienlijke verbeteringen aan en genoot derhalve de steun van de Amsterdamse Kamer van Koophandel.

### Aannemer
Vanaf 1828 fungeerde Goedkoop tevens als aannemer van werken aan kanalen en havens en hetzelfde jaar wist hij een groot contract voor militaire transporten over water binnen te halen. De Belgische Revolutie en de daarmee gepaard gaande mobilisatie zorgden voor veel opdrachten. In 1832 verloor hij dit contract, maar hij haalde het in 1835 opnieuw binnen. In 1840 kwam de jaagdienst langs het Noordhollandsch kanaal in handen van Goedkoop, waardoor zijn beurtdienst op Den Helder aanmerkelijke voordelen kon bieden.
Op 1 februari 1842 droeg hij zijn zaken over op zijn zoons Pieter en Daniel, die de firma voortzetten onder de naam Reederij Gebr. Goedkoop. Goedkoop overleed in 1855, waarbij hij een vermogen van 272.000 gulden naliet, vergelijkbaar met een koopkracht anno 2013 van ongeveer 5 miljoen euro.